# NGC 7656
NGC 7656 est une vaste galaxie lenticulaire vue de face et située dans la constellation du Verseau. NGC 7656 a été découverte par l'astronome américain Francis Leavenworth en 1885.

## Caractéristiques
Sa vitesse par rapport au fond diffus cosmologique est de 7 248 ± 40 km/s, ce qui correspond à une distance de Hubble de 106,9 ± 7,5 Mpc (∼349 millions d'al).
L'image du relevé Pan-STARRS montre une longue boucle de matière au nord-est de NGC 7656. C'est sans doute pour cette raison qu'elle figure au catalogue des galaxies en interaction Vorontsov-Velyaminov et qu'elle est classée comme galaxie particulière par NED. Deux autres galaxies se trouvent à proximité de NGC 7656. La désignation de celles-ci est inconnue de la base de données Simbad, mais en notant leurs coordonnées à l'aide du logiciel Aladin (CDS) puis en utilisant l'outil « Near Position Search » de la base de données NASA/IPAC (NED), on parvient à les identifier. La galaxie au nord-ouest est WISEA J232430.30-190301.8 et celle au nord-est est WISEA J232432.20-190313.5. Le décalage vers le rouge de ces deux galaxies est inconnu et donc également leur distance. NED mentionne également, en citant un article publié en l'an 2000, que NGC 7656 fait partie d'un triplet de galaxies. Cet article n'est pas disponible en ligne.